# UKAS
El Servicio de Acreditación del Reino Unido (en inglés: United Kingdom Accreditation Service o UKAS) es el único organismo nacional de acreditación reconocido por el gobierno para evaluar, en contra de las normas, las organizaciones que ofrecen la certificación, ensayo, inspección y calibración de los servicios convenidos internacionalmente. 
La acreditación de UKAS demuestra la capacidad de competencia, imparcialidad y eficacia de dichos evaluadores. UKAS es una empresa privada sin ánimo de lucro de distribución, limitada por garantía. UKAS es independiente del Gobierno, pero es designado como el organismo nacional de acreditación por el Reglamento de acreditación 2009 (SI No 3155/2009) y el Reglamento (CE) 765/2008 de la UE y opera bajo un Memorando de Entendimiento con el Gobierno a través de la Secretaría de Estado de Negocios, Innovación y Habilidades. 
UKAS es licenciado por BIS de usar y conferir los símbolos de acreditación nacionales (anteriormente marcas nacionales de acreditación) que simbolizan el reconocimiento del Gobierno del proceso de acreditación. 
Acreditación UKAS da una garantía de la competencia, imparcialidad e integridad de los organismos de evaluación de la conformidad. Certificación acreditada por UKAS, las pruebas y la calibración e inspección reduce la necesidad de los proveedores que deben evaluarse en cada uno de sus clientes. Participación UKAS 'en grupos internacionales de reconocimiento mutuo por lo que reduce aún más la necesidad de múltiples evaluaciones de proveedores y como consecuencia ayuda a reducir las barreras al comercio. Por tanto, es la política de BIS para recomendar el uso de los servicios de evaluación de la conformidad acreditados UKAS siempre que sea una opción.